# Syzetoninus morulus
Syzetoninus morulus is een keversoort uit de familie schijnsnoerhalskevers (Aderidae). De wetenschappelijke naam van de soort werd in 1895 gepubliceerd door George Charles Champion.